# Claudia & Alexx
 (février 2020).
Si vous disposez d'ouvrages ou d'articles de référence ou si vous connaissez des sites web de qualité traitant du thème abordé ici, merci de compléter l'article en donnant les références utiles à sa vérifiabilité et en les liant à la section « Notes et références ».
Pour les articles homonymes, voir Claudia.
Claudia & Alexx est un duo vocal germano-autrichien de schlager.

## Histoire
Le duo vocal Claudia et Alexx est composé de la Bavaroise Claudia Pletz d'Eging am See en Basse-Bavière (née en 1987) et du Styrien Alexander Hebenstreit (né en 1991). Avant de se rencontrer dans un studio de musique, Pletz avait déjà chanté dans divers groupes de rock bavarois. Hebenstreit est instrumentiste, joue du piano et de l'accordéon de Styrie et va au Musikgymnasium de sa ville natale de Graz. Le duo est comparé à Marianne & Michael, également un couple de musiciens germano-autrichiens. Le plus grand succès est la troisième place en finale du Grand Prix der Volksmusik 2006 avec le titre Siebzehn Sommer. Lors du Grand Prix der Volksmusik 2007 avec Glaub an das, was dein Herz sagt, ils sont septièmes de la sélection allemande. Au Grand Prix der Volksmusik 2008 avec Auch dich beschützt ein Engel, ils sont sixièmes de la sélection allemande. Au Grand Prix der Volksmusik 2009 avec Mama, danke, ils sont quatrièmes de la sélection allemande puis cinquièmes de la finale. En juin 2010, Pletz et Hebenstreit décident de suivre leur propre chemin et se séparent.

## Discographie
Albums
- 2007 : … was dein Herz sagt
- 2008 : Das Fest der Liebe
- 2009 : Mama, danke

Singles
- 2006 : Siebzehn Sommer
- 2007 : Glaub an das, was Dein Herz sagt[1]
- 2008 : Auch Dich beschützt ein Engel
- 2009 : Mama, danke

## Source de la traduction et références
- (de) Cet article est partiellement ou en totalité issu de l’article de Wikipédia en allemand intitulé « Claudia und Alexx » (voir la liste des auteurs).

1. ↑  (de) « «Schlag auf Schlager» vom 11.06.2020 », sur Schweizer Radio und Fernsehen, 11 juin 2020 (consulté le 29 janvier 2024)